# Guido II de Ponthieu
Guido II (c. 1120 - 25 de diciembre de 1147) fue conde de Ponthieu, hijo mayor de Guillermo III de Ponthieu y Elena de Borgoña. A través de su madre fue descendiente de la Dinastía de los Capetos.

## Biografía
Sucedió a su padre como conde de Ponthieu antes de 1129; esto durante la vida de Guillermo III, para que se dedicara mejor a sus posesiones normandas. Alrededor de 1137, fundó la Abadía cisterciense de Valloires, y en 1139 hizo una donación a la Abadía de Cluny.
Se unió a la Segunda Cruzada junto a su padre bajo el mando del rey Luis VII de Francia, y murió de una enfermedad el 25 de diciembre de 1147 en Éfeso. Fue enterrado posiblemente en la Basílica de San Juan, actualmente en ruinas.
Fue sucedido por su hijo Juan I de Ponthieu.

## Matrimonio y descendencia
Solo se sabe que su esposa se llamaba Ida, tuvieron tres hijos:
- Juan I (m. 1191), conde de Ponthieu. [3]
- Guido, (m. entre 1208 y 1218), señor de Noyelles[5], antepasado de la casa de Maisnières.
- Inés, abadesa en Montreuil.[5]

## Enlaces
- Guillaume de Ponthieu sobre la Fundación para la Genealogía Medieval.